# Parallelia uvarovi
Parallelia uvarovi là một loài bướm đêm trong họ Erebidae.